# Národní park Tongariro
Národní park Tongariro (anglicky Tongariro National Park) byl založen v roce 1887 jako první národní park na Novém Zélandu. Leží uprostřed Severního ostrova a má rozlohu 796 km². Zahrnuje řadu sopek, jedinečných častými erupcemi i jejich silou. V parku nalezneme dvě z nejaktivnějších sopek na světě (Ngauruhoe a Ruapehu) a řadu maorských posvátných míst.
Pro pěší návštěvníky i cyklisty jsou zde dva okruhy: Tongariro Northern Circuit a druhý Round the Mountain Track. Po spojení obou okruhů trvá výprava cca 8 dní. Národní park Tongariro je zapsán na Seznamu kulturního a přírodního dědictví UNESCO od roku 1993.

## Fotogalerie

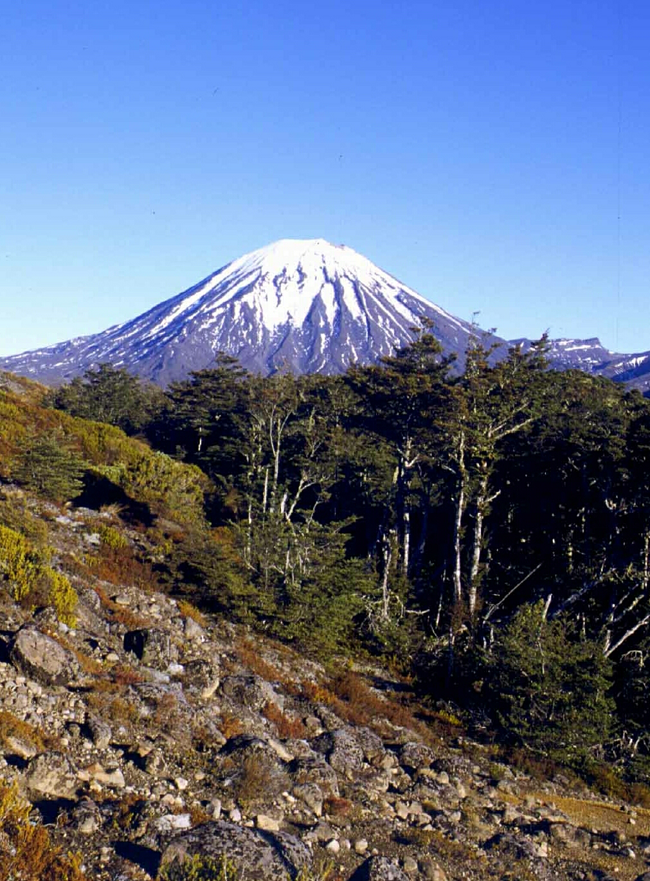
Stratovulkán Ruapehu
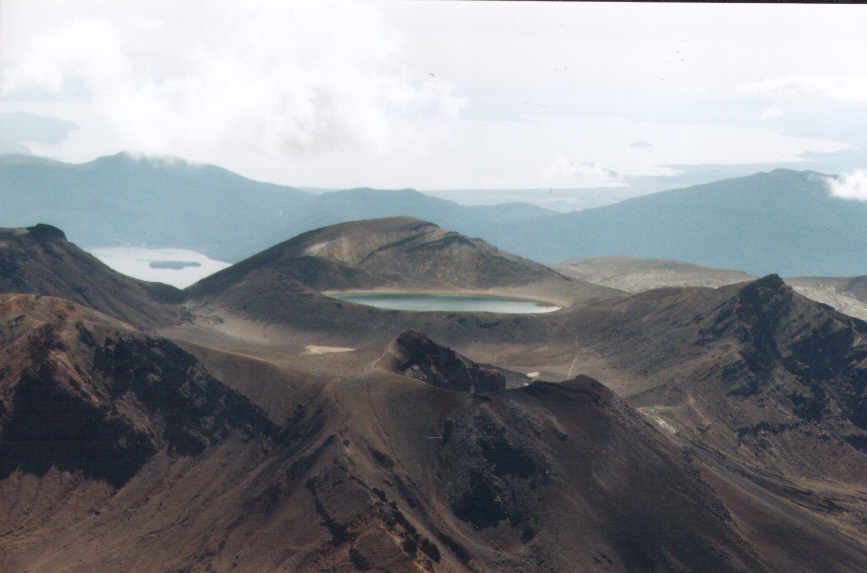
Stratovulkán Tongariro
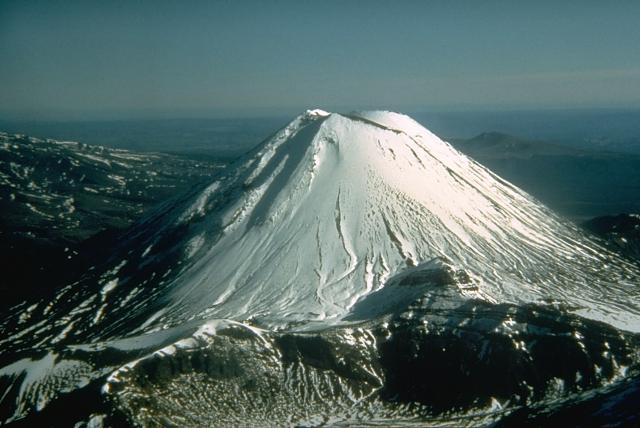
Stratovulkán Ngauruhoe
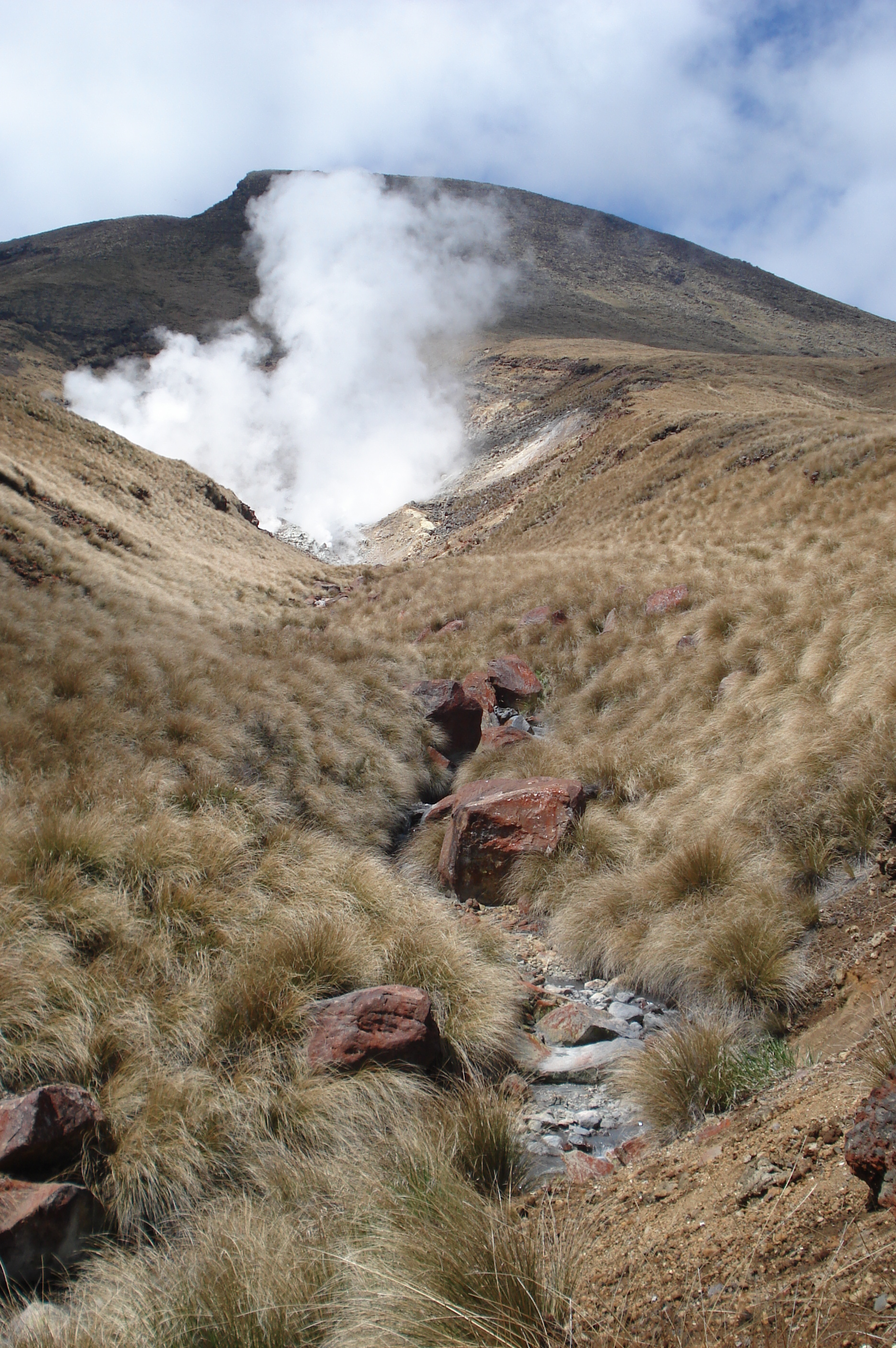
Horké prameny Ketatahi